# Liga de Muchachas Alemanas
La Liga de Muchachas Alemanas (en alemán Bund Deutscher Mädel, abreviado BDM) fue fundada en 1930 como la rama femenina de las Juventudes Hitlerianas (HJ) para jóvenes de entre 10 y 18 años establecida por el Partido Nazi (NSDAP). Hasta que los nazis llegaron al poder en 1933, esta organización no tuvo mayor relevancia, pero posteriormente creció rápidamente, hasta que el ingreso se tornó obligatorio en 1936. Las miembros tenían que ser ciudadanas alemanas y libres de enfermedades hereditarias.

## Historia

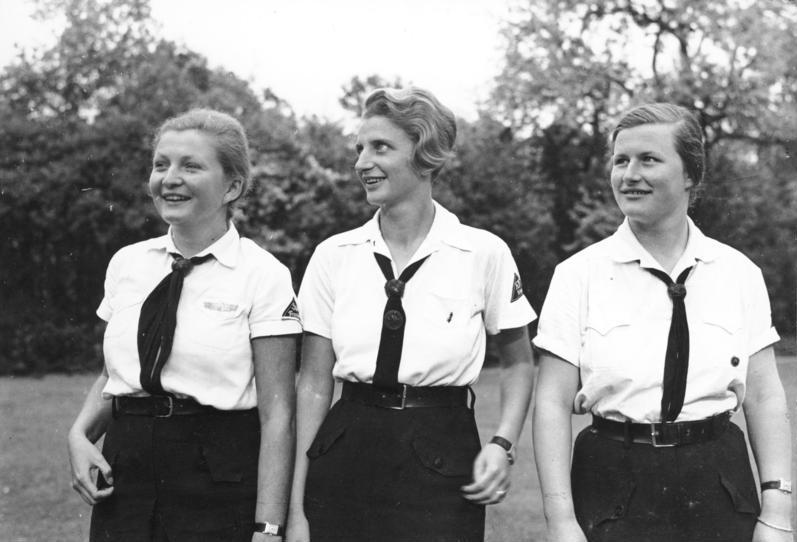
Mujeres pertenecientes al "BDM", en 1935.

La Bund Deutscher Mädel tiene sus raíces en los primeros años 20, en las primeras Mädchenschaften o Mädchengruppen, también conocidas como Schwesternschaften der Hitler-Jugend (Hermanas de las Juventudes Hitlerianas). En 1930 se fundó la BDM, que en 1931 se convirtió en la rama femenina de las Juventudes Hitlerianas. La Liga de las Muchachas Alemanas fue apodada despectivamente por el grupo contracultural Swingjugend "La Liga de los Colchones Alemanes", sugiriendo promiscuidad sexual en los grupos separados por sexo que decían ser tradicionales y conservadores. Su título completo era Bund Deutscher Mädel in der Hitler-Jugend (Liga de Muchachas Alemanas en las Juventudes Hitlerianas).  En las últimas campañas electorales de 1932, Hitler la inauguró con una reunión de masas en la que participó la Liga; en la víspera de las elecciones, la Liga y las Juventudes Hitlerianas organizaron una "velada de entretenimiento". No atrajo a una masa de seguidores hasta la toma del poder nazi en enero de 1933.

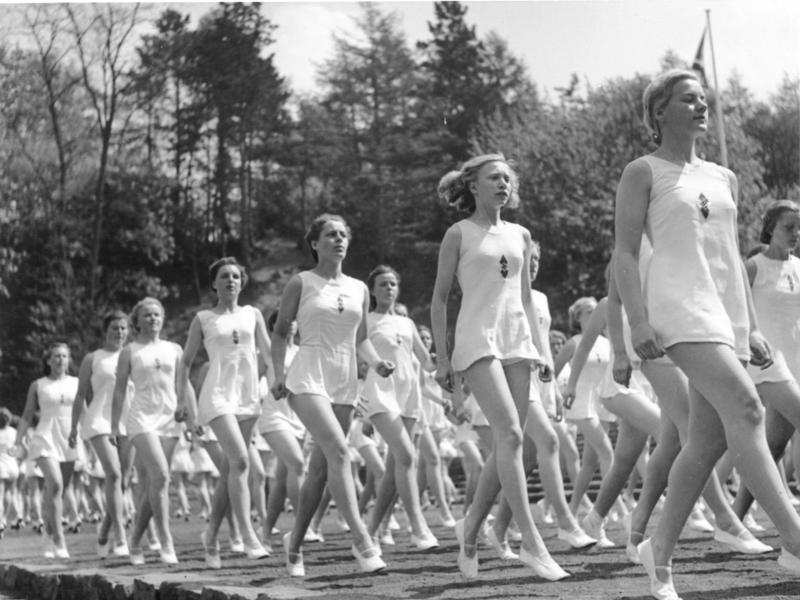
Chicas de la BDM practicando ejercicios de gimnasia al aire libre, 1941.

Poco después de asumir el cargo de Reichsjugendführer el 17 de junio de 1933, Baldur von Schirach promulgó normas que suspendían o prohibían las demás organizaciones juveniles existentes ('concurrencia'). Los grupos juveniles femeninos se integraron obligatoriamente en la BDM, que fue declarada la única organización legalmente permitida para las chicas en Alemania. Muchas de las organizaciones existentes cerraron para evitarlo. Estas actividades nazis formaban parte de la Gleichschaltung (Igualación) a partir de 1933. El Reichskonkordat entre la Iglesia católica y la Alemania nazi, firmado el 20 de julio de 1933, dio cierto cobijo a la pastoral juvenil católica, pero fueron objeto de mucha intimidación.

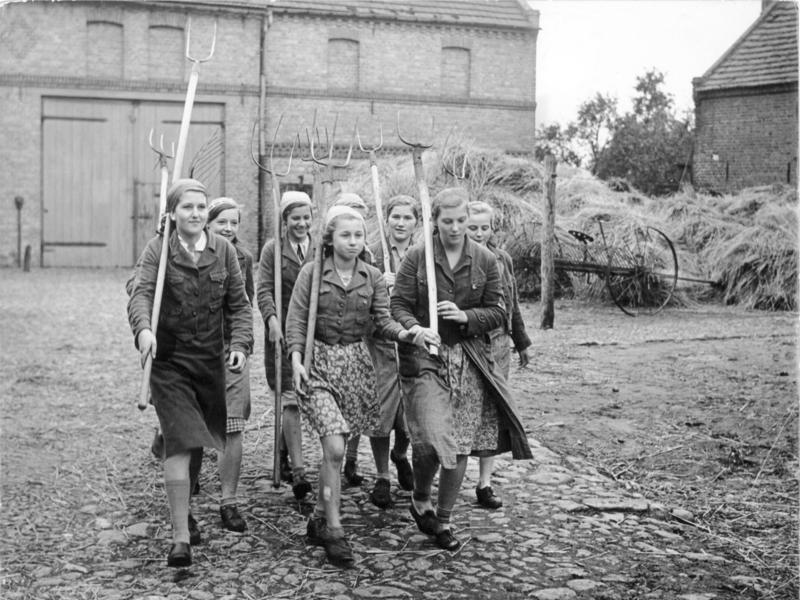
Chicas en Berlín de la BDM, desfilando como granjeras, 1939.

La Gesetz über die Hitlerjugend (ley relativa a las Juventudes Hitlerianas), del 1 de diciembre de 1936, obligaba a todos los jóvenes elegibles a ser miembros de las JJHH o la BDM. Tenían que ser de etnia alemana, ciudadanos alemanes y estar libres de enfermedades hereditarias. Las chicas tenían que tener 10 años para entrar en esta Liga.
La BDM fue dirigida directamente por Schirach hasta 1934, cuando Trude Mohr, una antigua trabajadora de correos, fue nombrada para el cargo de BDM-Reichsreferentin, o portavoz nacional de la BDM, informando directamente a Schirach. Después de que Mohr se casara en 1937, tuvo que dimitir de su cargo (el BDM exigía que los miembros estuvieran solteros y sin hijos para poder seguir ocupando puestos de liderazgo), y fue sucedida por la Dra. Jutta Rüdiger, doctora en psicología de Düsseldorf, que era una líder más firme que Mohr y aun así una estrecha aliada de Schirach, y también de su sucesor desde 1940 como líder de las JJHH, Artur Axmann. Se unió a Schirach para resistir los esfuerzos del jefe de la NS-Frauenschaft (Liga de Mujeres Nazis), Gertrud Scholtz-Klink, para hacerse con el control del BDM. Rüdiger dirigió la BDM hasta su disolución en 1945.
Al igual que en las JJHH, existían secciones separadas de la BDM, según la edad de los participantes. Las niñas de entre 10 y 14 años eran miembros de la Liga de Jóvenes ('Jungmädelbund', JM), y las niñas de entre 14 y 18 años eran miembros de la Bund Deutscher Mädel (BDM) propiamente dicha. En 1938, se añadió una tercera sección, conocida como Fe y Belleza (Glaube und Schönheit), que era voluntaria y estaba abierta a las chicas de entre 17 y 21 años y tenía como objetivo prepararlas para el matrimonio, la vida doméstica y los futuros objetivos profesionales. Lo ideal era que las chicas se casaran y tuvieran hijos una vez cumplida la edad, pero también se daba importancia a la formación laboral y a la educación.
Al comienzo de la Segunda Guerra Mundial, el Reichsarbeitsdienst (RAD) se hizo obligatorio también para las mujeres jóvenes. Duraba medio año. Muchas jóvenes se convirtieron en Blitzmädel (Wehrmachthelferin o ayudantes de las fuerzas armadas) durante la contienda.
Aunque estas edades son directrices generales, había algunas excepciones para las miembros que ocupaban puestos de liderazgo más altos (asalariados), a partir del nivel organizativo de "Untergau". En cuanto a los cargos inferiores (honoríficos), incluso las miembros de la JM podían solicitarlos tras dos años de afiliación y obtenían un cargo de este tipo normalmente a la edad de 13 años. Los cargos superiores se reclutaban entre las miembros mayores de 18 años y se esperaba que mantuvieran el cargo asalariado durante no más de 10 años, y que abandonaran el BDM a la edad de 30 años. Como norma general, las miembros debían abandonarla cuando se casaban y, especialmente, cuando tenían hijos.

## Líderes
Trude Mohr fue nombrada primera Reichsreferentin en junio de 1934. Su principal iniciativa fue ofrecer una nueva forma de vida de la juventud alemana, declarando:

Nuestro pueblo necesita una generación de chicas que sea sana en cuerpo y mente, segura y decisiva, con orgullo y confianza en el futuro; una generación que asuma su lugar en el día a día con aplomo y discernimiento; una generación libre de toda emoción sentimental y entusiasta, y la cual, precisamente por esta razón, en una feminidad claramente definida, sería la compañera de un hombre, porque ella no lo consideraría como una especie de ídolo, ¡sino como un compañero! Estas chicas pues, por necesidad, llevarán los valores del nacionalsocialismo a la próxima generación como el baluarte mental de nuestro pueblo.

En 1937, después de contraer matrimonio con el Obersturmführer Wolf Bürkner, quedó embarazada y debió renunciar a sus responsabilidades.
Jutta Rüdiger (1910-2001) fue un caso especial. Se había unido al BDM en 1933, a la edad de 23 años y después de haber terminado su doctorado en psicología. Poco después, a principios de 1934 obtuvo cargos honoríficos; en junio de 1935 fue ascendida a la primera posición asalariada (líder del "Untergau Ruhr-Niederrhein") y en noviembre de 1937, a la edad de 27 años, fue nombrada Reichsreferentin de la BDM sucediendo a Trude Mohr, que tras haber quedado embarazada había tenido que dimitir de su puesto, tal y como requería la legislación nazi. Rüdiger mantuvo su puesto como jefa del BDM hasta la derrota alemana en 1945, cuando tenía 34 años.